# Wegscheid (Germania)
Wegscheid è un comune tedesco di 5 743 abitanti, situato nel land della Baviera.